# Leucania ectypa
Leucania ectypa är en fjärilsart som beskrevs av Jacob Hübner 1827. Leucania ectypa ingår i släktet Leucania och familjen nattflyn. Inga underarter finns listade i Catalogue of Life.